# 阿魯巴·阿魯耶納
阿魯巴·阿魯耶納（西班牙語：Bárbaro Erisbel Arruebarrena Escalante，1990年3月25日—），出生於古巴西恩富戈斯，守備位置為游擊手，目前效力於古巴棒球聯賽的馬坦薩斯鱷魚隊。
2008到2012年在古巴聯賽中效力於西恩富戈斯大象，並在國際比賽中為古巴國家棒球隊效力。之後於2013年叛逃古巴，開始展開美國職業棒球大聯盟的職業生涯，並於2014年5月23日首次登上大聯盟（效力於洛杉磯道奇隊）。2015年5月21日，因紀律因素被球隊無限期禁賽(無薪)。阿魯巴提出上訴後，停賽期縮短為30天，然而整個賽季都在小聯盟度過。2016年5月4日，道奇隊宣布他因「屢次未能遵守合同條款」，而被停賽剩餘的賽季。2017年，阿魯巴沒有被分配到道奇隊旗下的任何小聯盟球隊，直到年底才在亞利桑那聯盟的AZL道奇出賽8場，打擊率為0.519（27打數中有14支安打）。2018年並未出賽。
2019年返回古巴聯賽，也因此成為第一個在叛逃後重返古巴棒球聯盟體系的前MLB球員。

## 外部連結
- 球員資訊和成績在MLB，Baseball-Reference，Baseball-Reference (Minors)（英文）